# Vörösmellű fecske
A vörösmellű fecske (Hirundo nigrorufa) a madarak osztályának verébalakúak rendjébe és  a fecskefélék (Hirundinidae) családjába tartozó faj.

## Előfordulása
Angola, a Kongói Demokratikus Köztársaság és Zambia területén honos.